# Magwengiella congica
Magwengiella congica är en stekelart som beskrevs av Heinrich 1967. Magwengiella congica ingår i släktet Magwengiella och familjen brokparasitsteklar. Inga underarter finns listade i Catalogue of Life.